# Rum Cay (distrikt)
Rum Cay är ett distrikt i Bahamas. Det ligger i den sydöstra delen av landet, 300 km sydost om huvudstaden Nassau. Rum Cay ligger på ön Rum Cay Island. Den obebodda ön Conception Island ligger i distriktet.
I distriktet ligger flygplatsen Port Nelson Airport.